# Germán Schulz
Germán Schulz (Córdoba, 5 de febrero de 1994) es un jugador argentino de rugby 7 que se desempeña como wing. Formó parte de la Selección de rugby 7 hasta el anuncio de su retiro en agosto de 2025. Fue parte de la Selección de rugby 7 que ganó la medalla de bronce en los Juegos Olímpicos de Tokio 2020.

## Carrera deportiva
Obtuvo la medalla de oro en los Juegos Panamericanos de 2019 y la medalla de plata en los Juegos Panamericanos de 2015.
Compitió en los Juegos Olímpicos de Río de Janeiro 2016 donde finalizó en el sexto puesto.
El 28 de julio obtuvo la medalla de bronce en los Juegos Olímpicos de Tokio 2020 tras vencer a Gran Bretaña 17-12.

## Palmarés
- Medalla de plata en los Juegos Panamericanos de 2015.[4]

- Medalla de oro en los Juegos Panamericanos de 2019

- Medalla de bronce en los Juegos Olímpicos de Tokio 2020